# Yuri Butusov
Yuri Nikoláevich Butusov (en ruso: Юрий Николаевич Бутусов; Gátchina, 24 de septiembre de 1961-Sozopol, 10 de agosto de 2025) fue un director de teatro ruso.

## Biografía
Butusov nació en Gátchina el 24 de septiembre de 1961. En 1996 se graduó del departamento de dirección de la Academia Estatal de Artes Teatrales de San Petersburgo. Desde 1996 trabajó como director en el Teatro Lensovet. En septiembre de 2018, fue invitado al cargo de director principal del Teatro Vakhtangov.
En 2011 ganó el premio «Máscara de Oro» en la categoría «Mejor dirección en un drama» por la obra La gaviota. Obtuvo un segundo «Máscara de Oro» en 2014 por Macbeth. Cinema, y El alma buena de Szechwan.
Renunció en 2022 debido a su traslado a París.
El 10 de agosto de 2025, Butusov murió ahogado mientras se encontraba de vacaciones y nadaba en el Mar Negro. Tras el comienzo de la guerra en Ucrania, el director se había radicado en Bulgaria. Tenía 63 años.